# Чолганські
Чолганські гербу Сас — український шляхетський рід Речі Посполитої, представники якого були пов'язані шлюбами з родами, зокрема, Аксаків, Ярмолинських. Про них не згадували Бартош Папроцький, Шимон Окольський. Представлений, зокрема, у Львівській землі, Руському, Волинському воєводствах. Можливо, були середньою шляхтою щодо розміру маєтків.

## Представники
- Андрій — войський володимирський
- Іван (пом. 1665) — суфраган луцький, схоластик львівський
- Адам, дружина — Софія Гроховська, мали 3 доньки
  - Констанція — дружина київського скарбника Казимира Аксака
  - Варвара — дружина луцького войського та гродського писаря Лаврентія (Вавжинця) Пігловського
- Андрій — чесник володимирський, дружина — Малґожата Ярмолинська
  - Катерина — друга дружина Стефана Аксака
  - Йосиф, дружина П'ясецька
- NN, дружина — Сутковська